# منارة بونتا كارنيرو
منارة بونتا كارنيرو (بالإسبانية: Faro de Punta Carnero)‏ هي منارة تقعُ في منطقةِ بونتا كارنيرو جنوب الجزيرة الخضراء بإسبانيا. صُمّمت وبُنيت المنارة عبرّ جيم فونت، الذي صمَّم أيضًا المنارة في شيبيونا، وقد افتُتَحت عام 1874، في مكانها الذي يطلُّ على مضيق جبل طارق.